# Kathina
Kathina, appelée aussi Kathen ou Kathina pinkama (khmer កឋិន) est une cérémonie bouddhiste qui a lieu dans les régions theravada durant le mois suivant la fin de la retraite monastique annuelle (octobre-novembre). À cette occasion, les laïcs offrent aux moines une pièce de tissu qu’ils doivent transformer en une nuit en une robe monastique. D’autres dons utiles ainsi qu’un repas sont également offerts. La cérémonie se tient le plus souvent dans un monastère, mais peut aussi avoir lieu dans une salle des fêtes ou un local privé. Traditionnellement, la pièce de tissu est tout d’abord paradée dans le village ou le quartier, parfois accompagnée d’un arbre à offrandes dans lequel sont accrochés d’autres dons.

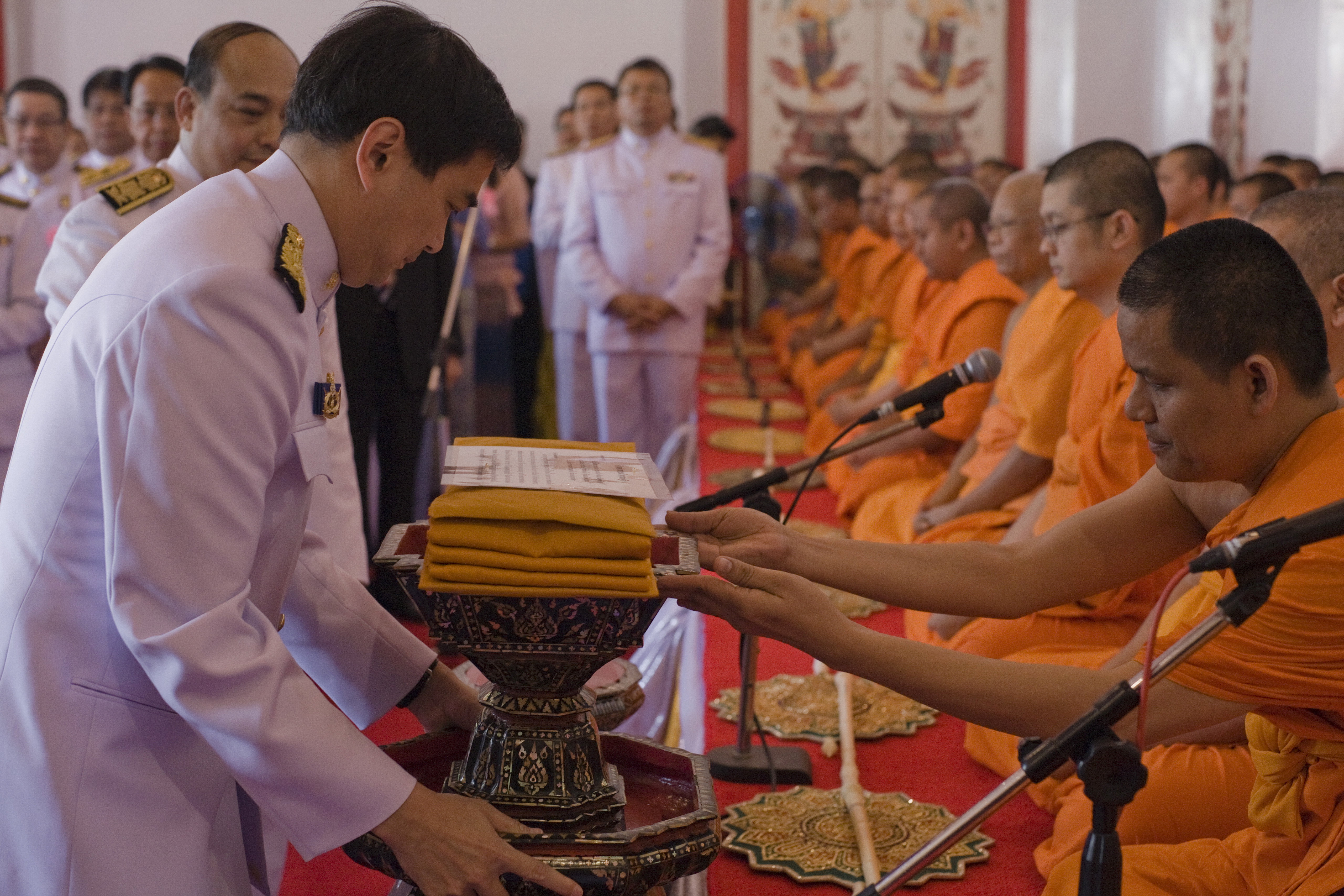
Le premier ministre thaïlandais Abhisit Vejjajiva offre des robes aux moines pour Kathina, le 6 novembre 2010.

## Règles du kathina
La tradition de kathina, nom sanscrit d’une sorte de cadre qui sert à tendre les tissus durant la couture, est très ancienne et attribuée par les vinayas au Bouddha lui-même. Les moines qui l’ont observée dans les règles ont droit à une part des dons de tissu faits au monastère durant le mois, et bénéficient d’un allègement des règles (*/cinq de moins*/) pour une durée qui peut aller jusqu’à cinq mois. Ils ne sont plus, par exemple, tenus d’avertir les autres moines de leurs sorties ni d’emmener les trois robes réglementaires dans tous leurs déplacements ; ils peuvent accepter autant de dons vestimentaires qu’il leur sera fait et les dons alimentaires qui ne sont pas présentés dans les règles. 
Le kathina ne peut être observé que par une communauté d'au moins cinq moines ayant passé les trois mois de retraite dans la même résidence. Ceux qui n’ont pas satisfait aux conditions de présence précisés dans le vinaya en sont exclus. La pièce de tissu, d’environ trois mètres de long, est présentée à l’ensemble de la communauté qui l’offre solennellement à l’un d’entre eux, théoriquement le plus pauvre, le plus érudit ou le plus âgé. Le tissu est alors emporté et sera coupé, cousu et teint avant l’aube du lendemain par tous les moines ou un groupe désigné si la communauté est importante. Lorsque le vêtement, appelé mahakathina, est achevé, le récipiendaire l’étend symboliquement sur le cadre et appelle les autres pour approbation. Les participants à la cérémonie peuvent alors « déployer le cadre », c’est-à-dire bénéficier des assouplissements du règlement. À l’issue de la période autorisée appelée également kathina, ils doivent « replier le cadre » et suivre de nouveau l’intégralité des règles.

## Origine
Il est question dans le canon pali d’un groupe de */trente moines*/ se rendant à Savatthi pour passer la saison des pluies auprès du Bouddha. N’ayant pu y parvenir à temps, ils s’arrêtèrent en chemin et se remirent en route dès la fin des trois mois obligatoires, sans égard à la pluie qui, elle, ne s’était pas arrêtée ; ils arrivèrent trempés à destination. Peut-être est-ce pour les réconforter que Gautama décida de renouveler leur garde-robe et de les dispenser temporairement de certaines règles. Une autre explication proposée est que le mois suivant la retraite était consacré à la préparation en commun de la garde-robe, et que certaines règles étaient relâchées pour faciliter ce travail. Bien que les dons des laïcs suffisent en général à satisfaire les besoins vestimentaires des moines, la tradition de la couture en commun a été maintenue car elle contribue à souder la communauté. La robe fabriquée en une nuit rappelle celle que Mahaprajapati Gautami, mère adoptive du Bouddha et doyenne des nonnes, tissa pour son fils.

## Fête locale
Le kathina constitue pour le monastère une journée spéciale au cours de laquelle les laïcs et parfois des moines ou nonnes d’autres communautés sont invités. Bien que les règles interdisent formellement aux bonzes de solliciter un cadeau de tissu des laïcs, la coutume est solidement ancrée et la date de la cérémonie est en général discutée à l’avance entre les moines et les associations de fidèles. Les différents temples de la région tiennent leurs kathinas à des dates différentes. Comme lors de toutes les fêtes bouddhistes, certains laïcs, pour s’acquérir plus de mérite, en profitent pour prononcer auprès de l’abbé le vœu d’observer les préceptes. Si le temple est riche, les dons surnuméraires doivent être distribués aux pauvres. Le kathina du temple local est un jour de fête pour tous.